# Бирманска операция (1942 – 1943)
Бирманската операция от юни 1942 до септември 1943 година е военна операция от Бирманската кампания на Втората световна война, при която Британската империя, подпомагана от Китай, прави неуспешни опити да навлезе в завладяната преди това от Япония Британска Бирма.
В първите месеци на операцията военните действия протичат с ниска интензивност, заради лошите условия в дъждовния сезон. През декември британците започват Араканската операция в югозападна Бирма, но претърпяват поражение. Плановете за китайско настъпление от североизток са отменени, поради разногласия между Съюзниците. От март 1943 година британците извеждат в тила на противника специално обучените части на чиндитите, които трябва да водят там партизанска война, но това не донася съществени успехи. Същевременно японците се опитват да консолидират подкрепата на местното население, създавайки марионетната Държава Бирма.